# Salvatore Sciarrino
Salvatore Sciarrino (Palerm, 4 d'abril de 1947) és un compositor italià de música acadèmica contemporània.
El seu treball és avantguardista i és conegut per l'ús de sonoritats aïllades, tècniques d'instrumentació esteses, silencis freqüents i per l'ús de la cita irònica o per la confrontació amb música anterior.

## Biografia
Sciarrino, ha tingut una formació majoritàriament autodidacta, formant-se amb l'estudi d'obres clàssiques i modernes. Ha rebut orientació per part d' Antony Titone i Turi Belfiore, amb qui va realitzar un curs en 1964. Va començar a compondre en 1959. La primera audició d'una de les seves obres va ser en 1962, durant la «Setmana de la Nova Música» de Palerm. Sciarrino considera que les obres que va compondre entre 1959 i 1965 pertanyen al seu període de formació. Va començar a ser reconegut a finals dels seixanta per obres com la Sonata per due pianoforti (1966) i la Berceuse per orchestra (1967-68).
En 1969 va deixar la seva ciutat natal i es va traslladar a Roma per seguir un curs amb Franco Evangelisti sobre música electrònica en la «Accademia de S. Cecilia». En 1977 se'n va anar a viure a Milà i, finalment, el 1983, a Città di Castello, on actualment resideix, i on dirigeix seminaris musicals com "Corsi Internazionali", tenint molts alumnes i entre ells la seva compatriota Lucia Ronchetti. En 1978 va ser nomenat Director Artístic del Teatre Comunale de Bolonya, lloc que ocuparia fins al 1980.
Sciarrino ha realitzat la tasca de l'ensenyament en diferents llocs, sent professor del conservatori des de 1974 i impartint classes en el «Conservatori Giuseppe Verdi» de Milà (1977-82), en el Conservatori "Cherubini" de Florència i en el conservatori de Perusa. En 1996 es va retirar de la seva activitat oficial com a docent. També ha exercit un important paper com a teòric i divulgador, sent algunes de les seves obres escrites «Li figuri della musica da Beethoven a oggi» (Ricordi, 1998) i «Carte dona suono scritti 1981-2001» (CIDIM - Novecento, 2001).
Entre els premis rebuts per Sciarrino destaquen el Premi de Composició Musical Príncep Pierre de Mònaco (2003) de la «Fundació Príncep Pierre de Mònaco» per l'òpera Macbeth (millor novetat de 2002), el «Premi Internazionale Feltrinelli» (2003) i el Premi Fundació BBVA Fronteres del Coneixement 2011 en la categoria de Música Contemporània.
El compositor contemporani Boris Porena ha dedicat a Salvatore Sciarrino una sonata per a violí i piano (CBP VIIb:16 al catàleg de Patrizia Conti), 20 d'abril de 1990.

## La seva música
Ja que començà precoçment, el seu catàleg comprèn un nombre molt important d'obres, essent així un compositor molt prolífic. Ha escrit especialment per a música de cambra, incloent-hi moltes obres per a instruments de vent i cinc sonates per a piano. Ha compost diverses òperes i treballs teatrals, com Amore i Psiche (1972-73), Aspern (1978), Lohengrin (1982-84), Perseo ed Andromeda (1990-91), Luci mie traditrici (1996-98) i Macbeth (2001-02).
En 2002 va ser estrenat amb èxit en la Cité de la musique de París el seu Lohengrin —que amb prou feines té a veure amb el de Wagner. L'any 2003, més de 150 saxofonistes van participar a París, en el Musée d'Orsay, en la interpretació d'una de les seves obres: La bocca il piede il suono (esdeveniment gravat per a la cadena de televisió francesa France 3).
Estrenada al maig de 2006 en Schwetzingen, la seva òpera Dona gelo a gelo («D'un hivern a un altre») —suite de cent escenes curtes extretes del diari de Izumi Shikibu, poetisa cortesana japonesa que va viure abans del segle X— va ser presentada al maig-juny de 2007 en l'Òpera de París (Palais Garnier), sota la direcció musical de Tito Cecchereni, amb una posada en escena de la coreògrafa nord-americana Trisha Brown.
El seu llenguatge és extremadament repetitiu, amb una utilització intensa (fins i tot al límit del virtuosisme) de tècniques instrumentals alternatives a les convencionals, en un context essencialment matèric. És de destacar l'ús freqüent de cites d'obres pertanyents al passat (des d'autors clàssics com Ravel o Mendelssohn fins a cançons dels Beatles o d'altres autors de música lleugera).
Sciarrino s'interessa particularment per la transcripció, i especialment pel quartet de saxofons. Sciarrino prefereix la paraula elaboració més que la de transcripció, atès que reelabora el material original per actualitzar-ho.
Alguns quartets de saxofons com Xasax o Lost Clouds insereixen de vegades les seves elaboracions, concebudes a partir d'obres de Bach, Carlo Gesualdo, Domenico Scarlatti o Mozart, al programa dels seus concerts.
El músic italià Stefano Scodanibbio considera a Salvatore Sciarrino com un creador «fonamental», una autèntica «referència» per al període contemporani.

## Catàleg d'obres
| Any       | Obra | Tipus d'obra                    | Duració |
| --------- | --- | ------------------------------- | ------- |
| 1965      | Minifuga su tre righe "composta amb alguna llicència" |                                 |         |
| 1966      | Sonata per due pianoforti. (per a dos pianos) | Música solista                  | 12:00   |
| 1967/68   | Aka Aka to I, II, III (per a soprano i 12 músics).Text de Basho). | Música vocal i instrumental     | 05:00   |
| 1967/68   | Berceuse per orchestra. | Música orquestral               | 00:15   |
| 1967/92   | [6] Quartetti brevi per archi [1. A tempo; 2. Veloce; 3. Misurato e senza tempo; 4. Non presto; 5. Presto, un pensiero a Lachenmann; 6. La malinconia (lentamente).                                                                                                | Música de cambra (cuarteto)     | 15:00   |
| 1967/99   | Un frusco lungo trent'anni, para cuatro percusionistas. | Música instrumental (percusión) | 10:00   |
| 1968/70   | ...da un Divertimento, per a 10 instruments. | Música instrumental             | 17:00   |
| 1969      | Prélude pour le piano. | Música solista (piano)          | 02:00   |
| 1970      | Musiche per "I bei colloqui" de Aurelio Pes, per a cor mixt. | Música coral                    | 15:00   |
| 1970      | Da a da da, per a orquesta, fragment. | Música orquestral               | 08:00   |
| 1970      | De o de do, per a clavecí. | Música solista                  | 11:00   |
| 1971      | De la nuit, per a piano i/o clavecí. | Música solista                  | 04:00   |
| 1971      | Grande sonata de camera, per a orquestra. | Música orquestral               | 10:00   |
| 1971      | Arabesque, per a 2 orgues d'esglèsia. | Música solista                  | 17:00   |
| 1971      | Esercizio, per a piano. | Música solista                  | 01:00   |
| 1972      | Rondo, per a flauta concertant, cordess, 2 oboès i 2 trompes. | Música instrumental             | 09:00   |
| 1972/73   | Amore e Psiche, òpera en un acte (Llibret d'Aurelio Pes). (Estrena: 3 de febrer de 1973, al Piccola Scala, Milán) | Música escènica (òpera)         | 45:00   |
| 1973      | Romanza, per a viola d'amore i orquestra. | Música orquestral (concertant)  | 15:00   |
| 1974      | Sonata da camera, | Música instrumental             | 10:00   |
| 1974      | [2] Studi, per a violoncel sol | Música solista                  | 10:00   |
| 1974      | Variazioni, per a violoncel i orquestra. | Música orquestral               | 17:00   |
| 1974      | Concerto per a viola d'amore i orquestra. | Música orquestral               |         |
| 1974-79   | Un'immagine di Arpocrate (Su frammenti di Goethe e Wittgenstein), per a piano i orquesta amb cor. | Música coral (orquesta)         | 43:00   |
| 1975      | [3] Notturni brillanti, per a viola sola. | Música solista (viola)          | 09:00   |
| 1975      | Danse, per a 2 violins i viola. | Música instrumental             | 05:00   |
| 1975      | Toccata, per clavicèmbal. | Música solista                  | 04:00   |
| 1975      | Sonatina, per a violí i piano. | Música instrumental             | 08:00   |
| 1975      | Trio, per a piano, violí i violoncel. | Música instrumental             | 09:00   |
| 1975      | Per Mattia, per a violí. | Música solista                  | 02:00   |
| 1975      | Siciliano, per a flauta i clavicèmbal. | Música instrumental             | 04:00   |
| 1976      | [6] Capricci, per a violín. | Música solista                  | 18:00   |
| 1976      | Quintettino n. 1, per a clarinet quartet de corda. | Música instrumental             | 04:00   |
| 1976      | Clair de lune op. 25 per a piano i orquestra. | Música orquestral               | 05:00   |
| 1976      | Introduzione e Aria "Ancora il duplice" (Text d' Aurelio Pes), per a mezzosoprano i orquesta. | Música vocal (orquestra)        | 15:00   |
| 1976      | Di Zefiro e Pan, "poemetto" per a 10 instruments. | Música instrumental             | 05:00   |
| 1976      | Etude de concert, per a piano. | Música solista                  | 02:00   |
| 1976      | Sonata para piano nº 1. | Música solista (piano)          | 10:00   |
| 1976/94   | [5] Sonate para piano i/o clavicèmbal. | Música solista (piano)          |         |
| 1977      | Adaptación de 12 Canzoni da battello, para soprano e instrumentos su melodie veneziane del '700. | Música vocal (instruments)      | 45:00   |
| 1977      | Il paese senza tramonto, per a orquestra i soprano. | Música vocal (orquesta)         | 09:00   |
| 1977      | Quintetto n. 2, para flauta, oboe, clarinete, fagot y corno. | Música instrumental             | 04:00   |
| 1977      | [12] Canzoni da battello, para soprano e instrumentos, su melodie veneziane del '700. | Música vocal (instrumentos)     | 45:00   |
| 1977      | Attraverso i cancelli | Música instrumental             | 05:00   |
| 1977      | Il paese senz'alba, per a orquestra. | Música orquestal                | 09:00   |
| 1977      | All'aure in una lontananza, flauta solo. (Opera per flauto) | Música solista                  | 10:00   |
| 1978      | Kindertotenlied (Text de Friedrich Rckert), per soprano, tenor i eco i petita orquestra | Música vocal (orquestra)        | 04:00   |
| 1978      | [2] Melodie (1. Occhi Stillanti. 2. Occhi Stellanti. Text de G.B. Marino.) per a soprano i piano. | Música vocal (piano)            | 04:00   |
| 1978      | Música per a l'obra escènica All'uscita (Luigi Pirandello), per a veus i orquestra. Versió radiofònica o fílmica (1985). | Música escènica (teatre)        | 15:00   |
| 1978      | Aspern, singspiel en 2 actes (Original italiano de Giorgio Marini y Salvatore Sciarrino, da Henry James). | Música escénica (ópera)         | 100:00  |
| 1979      | Ai limiti della notte, per a viola | Música solista                  | 05:00   |
| 1979      | Aspern Suite, per a soprano i conjunt instrumental. | Música vocal (orquestra)        | 45:00   |
| 1979      | Che sai guardiano, della notte?, per a clarinet concertant i petita orquestra. | Música orquestral               | 12:00   |
| 1979/80   | Cinque scene da Cailles en sarcophage, (per a veus i instruments) [1. La notte - 2. Marlene - 3. Greta - 4. A tavola - 5. Camille]. | Música orquestral               | 50:00   |
| 1979/82   | [2] Nuove melodie, per a baríton i piano (1.Tell me. 2. Lo sguardo velato. Su frammenti di Bob Dylan e Pier Paolo Pasolini). | Música vocal (piano)            | 04:00   |
| 1980      | Le donne di Trachis. Sei pezzi per coro femminile con soliste (Text de Sòfocles). | Música coral (capella)          | 18:00   |
| 1980      | Fauno che fischia a un merlo, per a flauta i arpa. | Música instrumental             | 05:00   |
| 1980      | Cailles en sarcophage. Atti per un museo delle ossessioni (Originale italiano di Giorgio Marini). | Música escènica (òpera)         | 90:00   |
| 1980      | Anamorfosi, per a piano. | Música solista                  | 04:00   |
| 1980      | Música para l'obra escènica Trachinie (Sòfocles), per a cor femené i cinta magnètica. | Música esènica (teatre)         | 69:00   |
| 1980      | D'un faune, per a flauta en sol i piano. | Música instrumental             | 09:00   |
| 1980      | L'addio a Trachis, per a arpa. | Música solista (arpa)           | 05:00   |
| 1980      | Adaptació de Blu Dream. L'età d'oro della canzone. Selecció, paràfrasi y anamorfosi de S. Sciarrino, amb música de Mercer, De Rose, Porter, Sciarrino, Gray y Brown.                                                                                               | -                               | 50:00   |
| 1981      | Música per a l'obra escènica Lectura Dantis (Carmelo Bene), per a instruments antics i cinta magnètica. | Música escènica (teatre)        |         |
| 1981      | La voce dell'inferno sobre un text de Dante Alighieri per cinta magnética. | Música escènica (radio)         | 27:00   |
| 1981      | Efebo con radio (Text de Salvatore Sciarrino),per a soprano i orquesta. Cita de peces i programes coneguts. | Música vocal (orquestra)        | 15:00   |
| 1981      | Canto degli specchi, per a veus i piano (Text de Louis Aragon). | Música vocal (orquestra)        | 05:00   |
| 1981      | Introduzione all'oscuro, per a 12 instruments. | Música instrumental             | 16:00   |
| 1981      | Vanitas (Fragmentos de d'autors anònims, G.L. Sempronio, G.B.Marino, R. Blair, J.D. Sponde, M. Opitz, J.C. Gnter, H.G.C. von Grimmelshausen, reelaborats per Sciarrino). Naturalesa morta en un acte. Per a veus, violoncel i piano. | Música escènica (òpera)         | 50:00   |
| 1981      | La malinconia, per a violí i viola. | Música instrumental (dúo)       | 03:00   |
| 1981      | Flos florum, overo. Le trasformazioni della materia sonora, per a cor i orquestra. (Fragmentss del Llibre dels Morts, la Biblia, Laozi, Anaxímenes i Giambattista Marino, reelaborats per Sciarrino).                                                              | Música coral (orquestra)        | 09:00   |
| 1982      | Cadències per als concerts per a piano i orquestra K. 467, K. 482, K. 491, K. 503, K. 537 de W.A. Mozart. | Música orquestal (concertante)  |         |
| 1982      | Let Me Die Before I Wake, per a clarinet en Sib. | Música solista (clarinet)       | 08:00   |
| 1982      | Autoritratto nella notte, per a orquesta. | Música orquestral               | 15:00   |
| 1982      | Nox apud Orpheum, para dos orgues i instruments. | Música instrumental             | 10:00   |
| 1982/84   | Lohengrin. Azione invisibile (Llibret de S. Sciarrino basat en una obra de Jules Laforgue), per a solista, instruments i veus. | Música escènica (òpera)         | 45:00   |
| 1982/91   | Cadenziario, per a orquestra i solistes. | Música orquestral               | 25:00   |
| 1983      | Sonata para piano nº 2. | Música solista (piano)          | 09:00   |
| 1983      | Codex purpureus, per a trio de corda | Música de cámara                | 09:00   |
| 1984      | Rose, Liz (basat en Guillaume de Machaut), per a veus i 5 instruments. | Música vocal (instrumentos)     | 03:00   |
| 1984      | Centauro marino, clarinet, violí, viola, violoncel i piano. | Música instrumental             | 10:00   |
| 1984      | Hermes, per a flauta. (Opera per flauto) | Música solista (flauta)         | 10:00   |
| 1984      | Codex Purpureus II, para 2 violins, viola i piano. | Música instrumental             | 10:00   |
| 1984      | Raffigurar Narciso al fonte, per a 2 flautes, 2 clarinets i piano. | Música instrumental             | 09:00   |
| 1984/89   | [6] Quintetti (Integrat per Codex purpureus II. Raffigurar Narciso al fonte. Centauro marino. Lo spazio inverso. Le ragioni delle conchiglie. Il silenzio degli oracoli).                                                                                          | Música de cambra                |         |
| 1985      | Lo spazio inverso, per a ensemble. | Música instrumental             | 07:00   |
| 1985      | La perfezione di uno spirito sottile (Appendice alla Perfezione per 14 campanelle), per a flauta, veus i percussions aèries. | Música vocal (instruments)      | 40:00   |
| 1985      | Come vengono prodotti gli incantesimi?, para flauta solista. | Música solista (flauta)         | 07:00   |
| 1985      | Canzona di ringraziamento, per a flauta. Opera per flauto | Música solista (flauta)         | 07:00   |
| 1985      | Il tempo con l'obelisco, per a 6 instruments. | Música instrumental             | 06:00   |
| 1985      | Allegoria della notte, para violí i orquestra. | Música orquestral (concertant)  | 16:40   |
| 1985/87   | [9] Canzoni del XX secolo, elaborazioni para orquesta. | Música orquestral               | 25:00   |
| 1986      | Frammento e Adagio, per a flauta i orquestra. | Música orquestral               | 18:30   |
| 1986      | Esplorazione del bianco I, per a contrabaix | Música solista                  | 07:00   |
| 1986      | Melencolia I, para violoncel i piano. | Música instrumental             | 06:00   |
| 1986      | Appendice alla perfezione, per a 14 campanetes. | Música solista                  | 01:00   |
| 1986      | Le ragioni delle conchiglie, per a quintet. | Música de cambra                | 25:00   |
| 1986      | Esplorazione del bianco III, per a bateria jazz. | Música solista                  | 01:00   |
| 1986      | Esplorazione del bianco II, per a flauta, clarinet baix, guitarra y violí. | Música instrumental             | 05:00   |
| 1986/87   | Il motivo degli oggetti di vetro, per a 2 flautes i piano. | Música instrumental             | 12:00   |
| 1987      | Sonata per a piano nº 3. | Música solista (piano)          | 12:00   |
| 1987      | Trio nº 2, per a violí, violoncel i piano | Música instrumental             | 12:00   |
| 1987      | Sui poemi concentrici I, II, III, per a solistes orquestra. | Música orquestal (concertant)   | 100:00  |
| 1987      | Música per a l'obra escènica La Divina Commedia (Dante Alighieri), 100 d'uns 10 min cadascun (15 h). Mixaggio originale di Sui poemi concentrici I, II, III. | Música escènica (teatre)        | 900:00  |
| 1987      | L'addio a Trachis II (Traduzione per chitarra di Maurizio Pisati). | Música solista (guitarra)       | 05:00   |
| 1987      | Tutti i miraggi delle acque, para coro mixto. | Música coral                    | 09:00   |
| 1988      | Brazil, Elaboración para 9 instrumentos da A. Barroso. | Música instrumental             | 02:00   |
| 1988      | Poemi concentrici, per a violí, viola, | Música instrumental             |         |
| 1988      | Morte di Borromini, para orquesta con lector. | Música orquestral               | 19:00   |
| 1988      | Adaptació de Brazil (Epigraphe feniciénne du) (Ary Barroso), per a 9 instrumentos. | Música instrumental             | 02:00   |
| 1989      | Cadències pel concert per a violí de Wolfgang Amadeus Mozart K. 271a. | Música orquestral (concertant)  |         |
| 1989      | Fra i testi dedicati alle nubi, per a flauta | Música solista (flauta)         | 10:00   |
| 1989      | Cadències pels concerts per a flauta K. 313, K. 314, K. 315 i per oboè K. 314 (285D) de W.A. Mozart. | Música orquestral (concertant)  |         |
| 1989      | L'orizzonte luminoso di Aton, per a flauta. (Opera per flauto) | Música solista (flauta)         | 10:00   |
| 1989      | Lettura da lontano, para contrabaix i orquesta. | Música orquestal (concertante)  | 06:00   |
| 1989      | Venere che le Grazie la fioriscono, per a flauta. | Música solista (flauta)         | 09:00   |
| 1989      | Il silenzio degli oracoli, per a quintet de vents. | Música instrumental             | 08:00   |
| 1989      | Adaptació de Rossini: Giovanna d'Arco. Cantata per a veu sola. | Música orquestal                | 17:00   |
| 1990      | Canzone di benvenuto, per a veu i dos violoncels (Text de Salvatore Sciarrino). | Música vocal (instruments)      | 03:00   |
| 1990      | Variazioni su uno spacio ricurvo, para piano. | Música solista (piano)          | 04:00   |
| 1990      | [2] Arie marine (Texto de S. Sciarrino según J. Laforgue), para mezzosoprano y sonidos de sintezador en tiempo real. | Música vocal (instrumentos)     | 20:00   |
| 1990/91   | Perseo e Andromeda, òpera en un act (Llibret de S. Sciarrino), per a 4 veus i sons de sintetitzador | Música escènica (òpera)         | 70:00   |
| 1991      | Cadències pel Concert per a piano i orquestra de Wolfgang Amadeus Mozart K. 466. | Música orquestral (concertante) |         |
| 1991      | Morte a Venezia, studi sullo spessore lineare. Ballet en 2 actes sobre música de Johann Sebastian Bach. | Música escènica (ballet)        | 70:00   |
| 1991      | Adaptació de Nove canzoni del XX secolo ((Mercer, Parish, Irving, Ellington, Porter, Carmichael, Gershwin, Clarke, Freed, Brown), per a veu i orquestra elaborada per Salvatore Sciarrino.                                                                         | Música orquestral               |         |
| 1991      | Perduto in una cittá d'acque, per a piano. | Música solista (piano)          | 09:00   |
| 1992      | Sonata para piano nº 4. | Música solista (piano)          | 11:00   |
| 1992/97   | I fuochi oltre la ragione, per a orquestra. | Música orquestral               | 16:00   |
| 1993      | Adaptació per a flauta solista de la Toccata e fuga en re m. BWV 565 de J.S. Bach. | Música solista (flauta)         | 12:00   |
| 1993      | Adaptació de Mozart: Allegro KV 15v, per a oboè, violí, viola y violoncel. | Música instrumental             | 04:00   |
| 1993      | Addio case del vento, per a flauta solista. | Música solista (flauta)         | 03:00   |
| 1993      | Musiche per il Paradiso di Dante. Dramatúrgia Giovanni Giudici [1. Alfabeto oscuro; 2. L'invenzione della trasparenza; 3. Postille]. | Música orquestral               | 75:00   |
| 1993      | Alfabeto oscuro, per a petita orquestra (Composta per il Paradiso di Dante insieme a L'invenzione della trasparenza e Postille). | Música orquestral               | 07:00   |
| 1993      | L'invenzione della trasparenza, per aorquestra amb solistes (Composta per il Paradiso di Dante insieme ad Alfabeto oscuro e a Postille). | Música orquestral               | 60:00   |
| 1993      | Postille | Música orquestal                | 07:00   |
| 1993      | Adaptació de Mozart 9 anys. Elaborazioni per orquesta de época (Dal 'Quaderno Londinese Di Schizzi') (Mozart-Sciarrino). | Música orquestal                | 32:00   |
| 1994      | Adaptació de Medioevo presente. Per instruments i veu. [1. Anonimo: Mottetto Maria Assumptio - Huius chori; 2. Jehannot de l'Escurel: A vous douce dèbonnaire; 3. Anonimo: Mottetto O Maria, virgo Davidica - O Maria maris stella - Veritatem].                   | Música vocal (instruments)      | 06:00   |
| 1994      | Adaptació de Mozart: Adagio KV 356 | Música instrumental             | 03:00   |
| 1994      | Noms des Airs, per a electrònica en viu. | Música electroacústica          | 35:40   |
| 1994      | L'alibi della parola, a 4 veus [1. Pulsar. 2. Quasar 3. Futuro remoto 4. Vasi parlanti. (Text d'Augusto de Campos i de Petrarca)]. | Música vocal (capella)          | 15:00   |
| 1994/95   | V Sonata con 5 finali diversi, per a piano. | Música solista (piano)          | 12:00   |
| 1995      | Medioevo presente, instruments i veu. | Música vocal (instruments)      | 06:00   |
| 1995      | Omaggio a Burri, per a violí, flauta i clarinet baix. | Música instrumental             | 11:00   |
| 1995      | Soffio e forma, per a orquestra. | Música orquestral               | 23:00   |
| 1995      | L'immaginazione a se stessa, per a cor i orquestra (textos d' Eugenio Montale). | Música coral (orquestra)        | 12:00   |
| 1995      | Nuvolario (Textos de Ibn Hamdis ricomposti da Sciarrino) | Música vocal (instruments)      | 15:00   |
| 1996-2000 | Immagine Fenicia, per a flauta amplificada. | Música solista (flauta)         | 06:00   |
| 1996-98   | Luci mie tradítrici (òpera de cambra en dos actes (Llibreto de S. Sciarrino per l'honor de G.A. Cicognini (1664), amb una elegia de C. Le Jeune (1608), sobre un text de Ronsard). (Estreno: 1998/05/19 en el Rokokotheater, Schwetzinger Festspiele)              | Música escénica (ópera)         | 75:00   |
| 1997      | Polveri laterali, per a piano. | Música solista (piano)          | 03:00   |
| 1997      | Il cerchio tagliato dei suoni, per a 4 flautes solistes i 100 flautes. | Música instrumental             | 70:00   |
| 1997      | [2] Risvegli e il vento, per a veu i instruments. | Música vocal (instruments)      | 05:00   |
| 1997      | La bocca, i piedi, il suono, per a quartet de saxos contralto 100 saxos | Música instrumental             | 40:00   |
| 1997      | Quattro intermezzi. Suite per ensemble da Luci mie traditrici. | Música orquestral               | 15:00   |
| 1997      | Muro d'orizzonte, para flauta en Sol, corn anglès y clarinet baix. | Música solista (flauta)         | 10:00   |
| 1998      | Adaptació de Pagine (Gesualdo, J.S. Bach, D. Scarlatti, W.A. Mozart, Porter, Gershwin). elaboració d'un concert per a quartet de saxos. | Música orquestral               |         |
| 1998      | Adaptació de Scarlatti: Canzoniere [Sonate L. 238, 230, 222, 428, 439, 445, 448 di D. Scarlatti]. elaboració d'un concert per a quartet de saxos.. | Música instrumental             |         |
| 1998      | Le voci sottovento. Elaborazioni da Carlo Gesualdo per a veu i instruments | Música vocal (instruments)      | 15:00   |
| 1998      | Infinito nero. Estasi di un atto. (Frammenti di Maria Maddalena de' Pazzi ricomposti da S. Sciarrino), per veu i vuit instruments. | Música escènica (òpera)         | 30:00   |
| 1998      | Waiting for the wind (Tre frammenti di Helen Lucke), per veu i Gamelan Indonesi de Java amb textos de Helen Lucke. | Música vocal (instruments)      | 10:00   |
| 1998      | Vagabonde blu, violí | Música solista                  | 09:00   |
| 1998      | Notturno n. 4, per a piano. | Música solista (piano)          | 05:00   |
| 1998      | Notturno n. 3, per a piano. | Música solista (piano)          | 07:00   |
| 1998      | [2] Notturni, per a piano. | Música solista (piano)          | 12:00   |
| 1999      | Cantare con silenzio (Text de S. Sciarrinoi fragments de M. Serres, E. Gunzig, I. Stengers reelaborats per Sciarrino), para 6 veus, flauta, ressonància i percussió.                                                                                               | Música vocal (instruments)      | 45:00   |
| 1999      | Morte Tamburo, para flauta amb clau de Si | Música solista (flauta)         | 05:00   |
| 1999      | [3] Canti senza pietre a sette voci (Text de S. Sciarrino, Michel Serres, Edgar Gunzig, Isabelle Stengers, reelaborat per Salvatore Sciarrino). | Música vocal (capella)          |         |
| 1999      | Cantare con silenzio, per a sis veus, flauta, electrònica en viu i percussió. | Música electroacústica          |         |
| 1999      | Quartetto nº 7, per a quartet de corda. | Música de cambra                | 10:00   |
| 1999      | Adaptació d' Scarlatti: Esercizi di tre stili, per a quartet de corda. | Música de cambra (quartet)      | 25:00   |
| 1999      | Recitativo oscuro, per a piano i orquestra. | Música orquestral (concertant)  | 21:00   |
| 1999      | Terribile e spaventosa storia del Principe di Venosa e della bella Maria, música per l'Opera dei Pupi (Text d'autor anònim i de Salvatore Sciarrino.) | Música escènica (òpera)         | 75:00   |
| 1999      | Sophisticated Lady de Duke Ellington: adaptació per a big band de Salvatore Sciarrino. | Música orquestal                |         |
| 1999      | L'orologio di Bergson, para flauta amb clau de Si. | Música solista (flauta)         | 09:00   |
| 1999/2000 | Il clima dopo Harry Partch, per a piano i orquestra | Música orquestral               |         |
| 2000      | Il giornale della necropoli, per a fisarmònica i orquesta. | Música orquestral               | 22:00   |
| 2000      | Studi per I'intonazione del mare, per a veu, 4 flautes, 4 saxos, percussió, orquesta de 100 flautes i orquesta de 100 saxòfons (encàrrec de celebració de la Reconstrucció de la Basílica superior de Asís (destruïda pel terratrèmol de 1997) i Jubileo de 2000). | Música vocal i orquestral       | 35:00   |
| 2000      | Lettera degli antipodi portata dal vento, per a flauta en Do. | Música solista (flauta)         | 05:00   |
| 2001      | Adaptació d' Scarlatti: 2 Arie notturne dal campo, per a veu i quartet de corda | Música vocal i instrumental     |         |
| 2001      | Dedicata a Luigi Nono. Responsori de tenebres a sis veus. | Música vocal (capella)          | 08:00   |
| 2001      | In nomine nominis, alcune autosomiglianze, per a vuit músics. | Música instrumental             |         |
| 2001      | [2] Notturni crudeli, per a piano piano. | Música solista (piano)          | 08:00   |
| 2001-02   | Macbeth. Tres actes sense nom. (Llibret de S. Sciarrino (segons Shakespeare)). (Estrena: 2002/7/6, al Rokokotheater, en el Schwetzinger Festspiele). | Música escènica (òpera)         | 120:00  |
| 2002      | Altre schegge di canto, per a clarinet i orquestra. | Música orquestral               | 10:00   |
| 2002      | Cavatina e i gridi, per a sextet de corda. | Música de cambra                | 06:00   |
| 2003      | Quaderno di strada 12 canti e un proverbio, (peça per a baríton i conjunt instrumental de càmara). | Música electroacústica          |         |
| 2004      | La bocca il piede il suono |                                 |         |
| 2006      | Da gelo a gelo («D'un hivern a un altre»). | Música escènica (Òpera)         |         |
| -         | Pagine & Canzoniere da Scarlatti (Peça on instrumenta per a quartet de saxofons obres de Mozart, Scarlatti, Ars Nova i Cole Porter). | Música instrumental             | -       |